# Corydoras garbei
Corydoras garbei es una especie de pez de la familia Callichthyidae en el orden de los Siluriformes.

## Distribución geográfica
Se encuentran en Sudamérica: cuenca del São Francisco en Brasil.